# Armée anti-japonaise pour le salut du pays
L'armée anti-japonaise pour le salut du pays est une armée de volontaires menée par Li Hai-ching durant la pacification du Mandchoukouo (1931-1941). Comptant presque 10 000 hommes équipés, d'après les témoignages, d'artillerie légère et de nombreuses mitraillettes, elle agissait au sud de Kirin dans l'actuelle province du Heilongjiang. Li avait établi son quartier-général à Fuyu et avait le contrôle du territoire aléantour jusqu'à Nong'an au sud.